# Glossario politico e sociale
Questo glossario raccoglie i termini più usati nel gergo politico e in quello sociologico. 

## A
- accordo di legislatura: accordo di collaborazione tra due o più partiti per tutto il periodo in cui restano in carica le due Camere;
- ala: indica, in senso politico, un gruppo, una corrente, una tendenza all'interno di un partito
- alternativa di governo: possibilità di scelta tra due partiti o coalizioni per il Governo del paese;
- anticlericalismo: termine che identifica il movimento che si oppone all'invadenza degli ecclesiastici nella vita dello Stato e nel costume;
- antifascismo: atteggiamento politico e morale di repulsa e di rifiuto del fascismo;
- area democratica: indica l'area elettorale e parlamentare delle forze che credono nella democrazia come metodo e come sistema;
- area extraparlamentare: partiti politici o organizzazioni senza una rappresentanza in parlamento, per scelta o per insufficienza di elettori;
- aree depresse: regioni che per varie ragioni sono rimaste fuori dal normale circuito dello sviluppo economico;
- anarchia: forma di governo di uno Stato in cui l'ordine sociale è fondato sull'autonomia e sulla libertà
- arrivismo: carrierismo cinico;
- autarchia: concetto di autosufficienza politica ed economica;
- autoritarismo: forma di governo dominato dal potere di un uomo forte che racchiude in sé tutti i poteri

## B
- bilancio: conto consuntivo e preventivo delle spese e delle entrate dello Stato, che ogni anno il Governo sottopone all'approvazione del Parlamento;
- borghesia: una delle classi sociali nelle quali viene tipicamente suddivisa la società capitalista, secondo alcune scuole di pensiero economiche occidentali, in particolare il Marxismo. Il termine deriva da borgo;

## C
- camera dei deputati: La Camera dei deputati (a volte chiamata semplicemente Camera) è uno dei due rami che costituiscono il Parlamento della Repubblica Italiana. È composta, come richiesto dalla Costituzione, da 400 deputati la cui carica è, a differenza di quella di senatore, sempre elettiva e ha durata quinquennale, salvo il caso di scioglimento anticipato delle camere;
- capitalismo: sistema economico fondato sulla proprietà privata dei mezzi di produzione;
- cartismo: movimento politico-sociale, britannico, prevalentemente di uomini della "working-class". L'eredità del cartismo si ritrova nel movimento socialista;
- cassa per il mezzogiorno: organismo del Governo italiano di intervento aggiuntivo nelle aree depresse (Meridione ed isole)
- censura: impedimento a individui, associazioni, partiti e mezzi di informazione di divulgare informazioni ed esprimere opinioni contrarie alle opinioni del potere esecutivo;
- CENTO: (Trattato dell'Organizzazione Centroorientale). Accordo firmato il 21 agosto del 1959 tra il Pakistan, la Persia, la Turchia ed il Regno Unito, motivato dalla necessità di creare un meccanismo di difesa contro l'espansionismo sovietico al momento in cui l'Iraq, in seguito alla rivoluzione del 1958, uscì dal Patto di Baghdad, provocandone la rottura;
- centrismo: in origine indicava la politica degasperiana, oggi la politica moderata dei due schieramenti politici in lizza;
- centro-destra: formula di Governo e politica sostanzialmente conservatrice;
- centro-sinistra: formula di governo e politica sostanzialmente progressista;
- ceto medio: letteralmente la categoria di persone che non appartiene né alla fascia dei poveri né di quella dei ricchi;
- circoscrizione elettorale: aree in cui possono essere suddivise le regioni d'Italia ai fini delle elezioni dei deputati e senatori che andranno a costituire Camera dei deputati e Senato della Repubblica. Per l'elezione dei membri del Senato, ogni circoscrizione coincide con ognuna delle 20 regioni italiane. Nel caso della Camera, invece, alcune regioni più popolose sono divise in più circoscrizioni;
- classismo: concezione in base alla quale lo Stato deve essere espressione degli interessi e dei privilegi di una classe, e cioè di una parte della società;
  - classismo borghese: pretesa che lo Stato garantisca i privilegi acquisiti dalla borghesia capitalistica;
  - classismo marxista o comunista:
- coesistenza pacifica: indica il rispetto reciproco tra Paesi anche a regime politico e sociale diverso ed implica il rifiuto della guerra come strumento di risoluzione delle controversie internazionali;
- collegio elettorale:
- colonialismo: estensione della sovranità di una nazione su territori e popoli all'esterno dei suoi confini, spesso per facilitare il dominio economico sulle risorse, il lavoro e il mercato di questi ultimi. Il termine indica anche l'insieme di convinzioni usate per legittimare o promuovere questo sistema, in particolare il credo che i valori etici e culturali dei colonizzatori siano superiori a quelli dei colonizzati;
- colpo di Stato: sistema per impadronirsi del potere al di fuori dei mezzi democratici e legali;
- COMECON: organismo che l'Unione Sovietica creò in contrapposizione al MEC;
- comune: ente locale che appartiene ad una provincia e ad una regione.
- comunismo: sistema politico e sociale nel quale non esisterebbero classi né proprietà privata;
- concordato: trattati che la Santa Sede redige con gli altri stati; tipicamente sono degli accordi in cui si concedono alcuni interventi dello Stato nella gestione della Chiesa, quali il veto sulla nomina di vescovi o la restrizione di alcune libertà di culto, in cambio di privilegi economici o particolari diritti per i fedeli laici o per il clero;
- confessionalismo: asservimento di un partito o movimento ad una gerarchia religiosa;
- contratti collettivi: accordi che vengono stipulati tra i datori di lavoro ed i sindacati per le categorie interessate;
- convergenze parallele: espressione spesso usata per indicare che a due partiti o movimenti può capitare di convergere, pur mantenendo una sostanziale coerenza con le rispettive linee politiche;
- conservatorismo: atteggiamento reazionario opposto al progressismo e al riformismo
- corporativismo: l'insieme dei principi fissati dal regime fascista nella Carta del Lavoro, del 1937, che hanno regolato la vita economica e sindacale per l'intero ventennio;
- cortina di ferro: termine entrato nell'uso comune per indicare l'isolamento in cui i Paesi comunisti dell'Europa orientale si sono rinchiusi durante la Guerra Fredda;
- cortina di bambù: termine entrato nell'uso comune per indicare l'isolamento in cui si sono rinchiusi i Paesi comunisti legati alla Cina;
- costituzione: documento che definisce la forma di uno Stato, struttura, attività, carattere e regole fondamentali;
- crisi di governo: caduta di un governo;
- coscienza di classe.

## D
- darwinismo sociale
- decolonizzazione: abbandono delle colonie da parte degli stati coloniali europei
- democrazia: forma di governo in cui il potere è amministrato direttamente o rappresentativamente dal popolo.
  - democrazia rappresentativa
  - democrazia diretta
- demagogia: comportamento politico che attraverso false promesse vicine ai desideri del popolo mira ad accaparrarsi il suo favore a fini politici o per raggiungimento/conservazione del potere.
- destalinizzazione: metodica distruzione del mito di Stalin iniziata da Khruščёv al XX Congresso del PCUS svoltosi a Mosca nel 1956;
- destra: indica, nello schieramento politico, i gruppi legati a concezioni conservatrici, e spesso reazionarie, in campo sociale;
- diplomazia
- direzione collegiale principio in base al quale il potere viene esercitato da un organo collegiale, da un gruppo di più persone;
- disarmo internazionale: campagna per lo smantellamento e la riduzione degli armamenti delle potenze mondiali;
- disoccupazione: condizione di mancanza di un lavoro per una persona disposta a lavorare. È la condizione opposta all'occupazione;
- distensione: indica, dopo la morte di Stalin, la prospettiva di un'attuazione della Guerra Fredda
- dittatura: è il termine con cui si indica una forma autoritaria di governo in cui il potere è accentrato in un solo organo;
- dispotismo: sinonimo di tirannide.
- divorzio: atto che annulla il contratto matrimoniale
- dottrina politica: complesso di principi, insegnamenti e direttive di una determinata ideologia;
- dottrina sociale della Chiesa cattolica: il complesso di principi, insegnamenti e direttive intesi a risolvere, secondo lo spirito del Vangelo, la questione sociale;

## E
- elezione: procedimento decisionale per cui un gruppo di persone sceglie delle persone per un incarico politico;
  - elezioni politiche: elezioni per il rinnovo dei due rami del Parlamento italiano - Camera dei deputati e Senato della Repubblica;
  - elezioni amministrative: elezioni per il rinnovo di giunte comunali ed elezioni del sindaco, presidenti di Province e Regioni e le relativa giunte;
- emigrazione: fenomeno sociale che porta una porzione di una popolazione a spostarsi dal proprio luogo originario;
- ente locale: Comune e Provincia;
- equilibrio di forze: situazione nella quale nessuno dei contendenti prevale sugli altri. Su questo principio si è basata la politica della NATO nel confronto con il Patto di Varsavia;
- esecutivo:
- esodo dalle campagne: fenomeno che porta abitanti della campagna a trasferirsi nelle zone più urbanizzate;
- espansionismo: tendenza di uno Stato ad estendere il proprio territorio e la propria sfera di influenza oltre il legittimo;
- estremismo: collocazione politica che indica chi fa parte dell'area più radicale di un determinato schieramento;
- EURATOM: organizzazione internazionale istituita, contemporaneamente alla CEE allo scopo di coordinare i programmi di ricerca degli stati membri relativi all'energia nucleare ed assicurare un uso pacifico della stessa;

## F
- fabianesimo: movimento politico e sociale britannico della fine del XIX secolo che aveva come scopo l'elevazione delle classi lavoratrici per renderle idonee ad assumere il controllo dei mezzi di produzione;
- famiglia: cella fondamentale della società. Per i cattolici viene ancor prima dello Stato ed ha, perciò, diritti inalienabili che lo Stato non può intaccare, limitare o negare;
- fascismo: movimento politico di stampo totalitario. Si rifà a valori quali il conservatorismo, nazionalismo, autoritarismo e culto della personalità del dittatore. Il fondatore del fascismo ha governato l'Italia per un ventennio nella prima metà del XX secolo;
- ferma di leva: sistema di reclutamento obbligatorio vigente in Italia fino al 2003;
- finanza locale: complesso sistema di finanziamento degli Enti locali: Comuni e Province;
- fisco: insieme delle strutture amministrative che gestiscono le entrate di uno Stato;
- forma di governo: varie forme di governo di uno Stato;
- frontismo: coalizioni politiche orientate in senso socialista e comunista;

## G
- governo: complesso degli organi dello Stato che costituiscono l'Esecutivo
- golpe: sinonimo di Colpo di Stato.

## I
- Ideologia
- immigrazione: ingresso in un paese in maniera permanente o semipermanente di gruppi di persone provenienti da un altro paese;
- immobilismo: politica ferma, immobile, incapace di affrontare i problemi che via via si presentano;
- imperialismo: tendenza di un paese a dominare gli stati vicini e, comunque, ad allargare al massimo la sua sfera di influenza;
- imposta: prelievo coattivo di ricchezza non connesso ad una specifica prestazione da parte dello Stato o degli altri enti pubblici;
  - imposta cedolare: anticipo sulle tasse dovute sui dividendi dei possessori di azioni di società;
- indipendentismo
- industrializzazione: processo di cambiamento di una comunità (società) da un tipo di vita ad economia rurale ad un tipo di vita ed economia industriale;
- inflazione: incremento generalizzato e continuativo dei prezzi nel tempo;
- integralismo: concezione secondo la quale tutti gli aspetti della vita politica e sociale dovrebbero essere postulati e concretati sulla base dei principii di una dottrina.
- interclassismo: concezione (tra gli altri, della dottrina sociale della Chiesa cattolica) per la quale le varie classi della società devono tendere, anche attraverso la difesa dialettica dei propri interessi legittimi, alla collaborazione e che lo Stato deve comporre in sintesi unitaria i vari interessi nel quadro del bene comune.
- internazionale: organizzazioni mondiali di rappresentanti dei lavoratori, di ispirazione socialista:
  - prima internazionale: (1864-1876) era un organismo internazionale avente lo scopo di creare un legame internazionale tra i diversi gruppi politici di sinistra e organizzazioni di lavoratori, in particolare operai;
  - seconda internazionale: (1889) fu l'organizzazione internazionale dei partiti socialisti;
  - Terza Internazionale: (1919-1943) fu l'organizzazione internazionale dei partiti comunisti;
  - quarta internazionale: organizzazione internazionale del movimento operaio e dei lavoratori, fondata da Lev Trockij nel 1938;

## L
- laburismo: dottrina politica sorta in Inghilterra nel XIX secolo con ispirazione socialdemocratica, richiamandosi alle esperienze precedenti del cartismo, del fabianesimo, delle trade unions;
- laicismo: tendenza ideologica e politica che tende a distinguere la sfera dello Stato dalle gerarchie religiose;
- latifondismo: grande e grandissima proprietà non coltivata a coltura intensiva o non coltivata affatto, in mano a pochi individui il cui titolo a volte risale ad antichi diritti feudali o coloniali;
- laurismo: fenomeno tipicamente partenopeo degli anni sessanta legato al Comandante Achille Lauro;
- lega araba: confederazione aperta di Stati arabi nata il 22 marzo 1945, simile all'Unione europea. Principali attività sono il coordinamento dell'economia, della difesa, delle attività culturali, sociali e della salute pubblica;
- legislatura: indica il periodo durante il quale rimane in carica il Parlamento eletto (5 anni per l'Italia);
- leninismo: sistema politico che si basa sul pensiero di Lenin;
- libertà: condizione di chi non è prigioniero e non ha restrizioni, non è confinato o impedito. In senso più ampio è anche la facoltà dell'uomo di agire e di pensare in piena autonomia, condizione di chi può agire secondo le proprie scelte, in certi casi grazie ad un potere specifico riconosciutogli dalla legge;
  - libertà di iniziativa economica: possibilità che ogni cittadino possa comprare e vendere beni capitali (compresi la terra e il lavoro);
  - libertà di movimento: possibilità di un cittadino di circolare senza discriminazioni;
  - libertà di parola: concetto basilare nelle moderne democrazie, dove la censura non trova l'appoggio morale per operare;
  - libertà di religione: possibilità di ogni cittadino di poter professare, cambiare o abbandonare una determinata religione;
  - libertà di stampa: garanzia che un governo democratico, assieme agli organi di informazione (giornali, radio, televisioni, provider internet) dovrebbe garantire ai cittadini ed alle loro associazioni, per assicurare l'esistenza di una stampa libera, con una serie di diritti estesi principalmente ai membri delle agenzie di giornalismo, ed alle loro pubblicazioni. Si estende anche al diritto all'accesso ed alla raccolta d'informazioni, ed ai processi che servono per ottenere informazioni da distribuire al pubblico;
- lotta di classe

## M
- maggioranza: nei paesi democratici, dove il popolo esercita la sovranità principalmente sulla base della rappresentanza parlamentare, vige il principio per cui alla maggioranza o alle coalizioni di maggioranza spetta la direzione della cosa pubblica, tenendo fermi i diritti della minoranza al controllo e alla critica;
- magistratura: ordine autonomo e indipendente da ogni altro potere. I magistrati ordinari sono titolari della funzione giurisdizionale, che amministrano in nome del popolo;
  - indipendenza della magistratura: indipendenza dell'attività della magistratura dalla politica. È sancita dalla Costituzione italiana ed è garantita dal Consiglio Superiore della Magistratura che è presieduto dal Capo dello Stato;
- marxismo: dottrina politica e una teoria sociale basata sul pensiero attribuito a Karl Marx. Abbastanza simile al comunismo, si basa su un socialismo rivoluzionario e comprende anche un'iniziale dittatura del proletariato;
- massimalismo: nella fraseologia comunista, indica la tendenza ad affrontare i problemi politici e rivoluzionari con belle parole, ma con scarsa capacità di analisi delle situazioni concrete
- MEC (Mercato Europeo Comune): precursore dell'Unione europea. Previsto dal Trattato CEE (entrato in vigore il 1º gennaio 1958) ha conosciuto un periodo transitorio di 12 anni, conclusosi il 31 dicembre 1969;
- mezzadria: particolare forma di conduzione della terra, attraverso un contratto, di mezzadria, che lega il lavoratore al proprietario mediante la divisione dei prodotti;
- milazzismo (noto anche come Operazione Milazzo): movimento cristiano sociale sorto operante a cavallo degli anni cinquanta-sessanta. Deve il nome al suo ideatore, Silvio Milazzo;
- militarismo: esasperata concezione delle virtù guerriere fino alla disumana esaltazione della guerra, della violenza e della disciplina militare;
- machiavellismo: atteggiamento politico dove vige il motto "il fine giustifica i mezzi"
- ministro: colui che ha il mandato di esercitare un determinato ufficio civile, essendo preposto ad un Dicastero o Ministero;
- minoranza: gruppo sociale subordinato che non costituisce una realtà politicamente dominante in una data società;
- miracolo italiano: termine con cui, negli anni sessanta, la stampa straniera definì il prodigioso sviluppo dell'economia italiana.
- monarchia: è un sistema politico, in cui il capo è il re o la famiglia reale
  - monarchia costituzionale: stato in cui il sistema politico è monarchico, ma è presente una costituzione che limita i poteri al re o alla famiglia reale
  - monarchia assoluta: monarchia in cui il re o la famiglia reale hanno un potere assoluto, dove non c'è una costituzione
- monarchici: sostenitori del sistema monarchico
- Movimento Sociale Italiano: partito politico di estrema destra che si richiama direttamente all'esperienza del fascismo rivendicandone la continuità. Nel 1993 ci fu una svolta del partito verso posizioni più moderate. Il partito nato da questa svolta Alleanza Nazionale;

## N
- NATO: organizzazione internazionale per la collaborazione nella difesa, creata nel 1949 in supporto al Patto Atlantico che venne firmato a Washington il 4 aprile 1949;
- nazionalismo: dottrina politica che mira ad esaltare le tradizioni, i valori e le forze della nazione per affermarne la potenza e la superiorità sopra ogni altro valore;
- nazionalizzazione: provvedimento che attua il trasferimento allo Stato della proprietà e della gestione di un settore produttivo;
- nazismo o nazionalsocialismo: movimento politico che si ispira ai principi di superiorità della razza germanica, antisemitismo, lotta contro il marxismo ed il liberismo in nome dell'economia nazionale e conseguente negazione sia della lotta di classe sia della libera iniziativa individuale;
- neocolonialismo: proseguimento dello sfruttamento del terzo mondo sia con strumenti economici (i monopoli delle multinazionali, il debito estero), che politici (appoggio militare e politico a regimi dittatoriali);
- neofascismo: termine con cui si definiscono i movimenti politici ispirati alle tesi del fascismo e nati successivamente alla fine della seconda guerra mondiale;
- neo-guelfi: movimento politico di cattolici che operò a capo Piero Malvestiti contro la dittatura durante il fascismo. Alcuni suoi esponenti furono processati e condannati. Nel 1943 confluì nelle file della Democrazia Cristiana;
- neutralismo: posizione di disimpegno tra due contendenti;
- New Deal: programma di politica sociale-economica che nel 1933 formulò Franklin Roosevelt per arrestare la Grande depressione economica americana;

## O
- occidente: indica una unità culturale dell'area geografica che va dal cuore dell'Europa all'America settentrionale;
- oligarchia: forma di governo presieduta da pochi eletti.
- opportunismo politico: situazione in cui un individuo o un partito entra nella stessa coalizione dello schieramento vincente;
- opposizione: forze politiche che non esercitano il potere esecutivo, ma alle decisioni di questo generalmente si oppongono;
- ordine pubblico: insieme di norme fondamentali dell'ordinamento giuridico riguardante i principi etici e politici la cui osservanza ed attuazione è ritenuta indispensabile per l'esistenza di tale ordinamento. Può essere anche inteso come garanzia di pace, di tranquillità e sicurezza collettiva. In tal senso assume un valore di ordine sociale in quanto con esso si difende lo svolgimento dei rapporti della vita sociale;
- ONU: è la più estesa organizzazione internazionale, ha come membri quasi tutti gli Stati della Terra;
- ostruzionismo: disegno dilatorio messo in atto dai gruppi di minoranza per ritardare o impedire l'approvazione di una legge;

## P
- pacifismo: opinione, in genere ideologica, fondata sulla convinzione che i conflitti tra diverse comunità (stati, etnie, etc.) o tra diverse fazioni all'interno della medesima comunità, debbano essere risolti senza ricorrere allo scontro militare e/o violento;
- Paese: area geografica. Il termine può essere usato come sinonimo di Stato;
  - paesi sviluppati: paesi con alto tasso di sviluppo e di industrializzazione. Le condizioni di vita della maggior parte dei cittadini sono buone;
  - paesi in via di sviluppo: stati il cui sviluppo industriale e le condizioni di vita dei cittadini miglioreranno negli anni e la cui industrializzazione è scarsa ma non nulla
  - paesi sottosviluppati: stati molto poveri e i cui abitanti vivono per la maggior parte in condizioni di povertà;
  - paesi non allineati: stati che si considerano non allineati con o contro le principali potenze mondiali. L'organizzazione che comprende i paesi non- allineati vanta più di 100 stati membri. Il termine nacque durante la Guerra Fredda per identificare gli stati che non erano schierati né con il blocco comunista, né con quello occidentale;
- parlamento: assemblea dello Stato che ha potere legislativo;
- partecipazioni statali: investimenti o contributi dello Stato in aziende private;
- patrimonialismo: forma di gestione politica dello Stato che accentra settore pubblico e settore privato sotto un'unica guida.
- partigiani: colui che fa parte di movimenti di resistenza e non fa parte di un esercito regolare;
- partito politico: associazione che si adopera nell'ambito politico, di cittadini che hanno una comune ideologia e visione della gestione dello Stato
- pensione: forma di retribuzione post lavorativa;
- persecuzione: maltrattamento continuo di una persona o di un gruppo di persone;
  - persecuzione politica: persecuzione sulla base di idee politiche;
  - persecuzione razziale: persecuzione su basi razziali che possono essere il colore della pelle, la provenienza, o l'appartenenza ad una razza (v. anche Discriminazione razziale);
  - persecuzione religiosa: maltrattamento e discriminazione sulla base della professione di una determinata fede;
- pentapartito: termine usato per indicare la coalizione di cinque partiti che ha governato l'Italia dal 1980 al 1992. Era formata dalla DC, dal PSI, dal PSDI, dal PRI e dal PLI;
- petizione: richiesta proveniente da più persone e diretta spesso ad autorità governative;
- piano Marshall: piano di aiuti economici da parte degli USA per la ricostruzione dell'Europa a seguito della Seconda guerra mondiale;
- piccola proprietà contadina: conduzione dell'agricoltura in cui la figura del lavoratore viene a coincidere con quella dell'imprenditore agricolo;
- politica: attività finalizzata al governo;
  - politica interna
  - politica pubblica (o policy, in opposizione a politics)
  - politica economica
  - politica estera
  - politica internazionale
  - geopolitica
- populismo: atteggiamento culturale e politico che esalta il popolo.
- progressismo: atteggiamento opposto al conservatorismo
- propaganda
- polizia segreta: tipo di polizia che agisce segretamente per mantenere l'ordine pubblico. È spesso usata dai totalitarismi;
- prefetto: colui che rappresenta il governo nelle province;
- previdenza: insieme di norme e strumenti per aiutare lavoratori anziani o invalidi;
- programmazione economica: norme per regolare l'economia del Paese;
- proliferazione delle armi nucleari: sviluppo da parte di diversi Stati di armamenti nucleari e quindi, armi di distruzione di massa;
- proprietà privata: diritto di possedere direttamente le cose di cui ciascuno ha bisogno;
- provincia: entità governativa subnazionale;

## Q
- quadripartito: coalizione di quattro partiti;
- qualunquismo: movimento politico che si caratterizza per la mancanza di fiducia verso le istituzioni, nei partiti, e nei vari soggetti della politica in quanto vengono visti da questa ideologia distanti o di disturbo, di intralcio, in un percorso di autonome scelte individuali;
- questione meridionale: termine che indiche le questioni legate al divario economico tra Italia settentrionale e Italia meridionale;

## R
- radicalizzazone della lotta politica
- razionamento: limitazione dei consumi.
- razzismo: è lo sdegno ed odio per una persona con religione, colore della pelle o razza diversa
- reazionario: chi si oppone ad un cambiamento o ad una rivoluzione, sinonimo di conservatore o controrivoluzionario
- reddito
  - reddito nazionale
  - reddito pro capite
- referendum
- regione: un'ampia estensione di superficie terrestre distinta per caratteristiche proprie o una tipologia di ente territoriale
  - regionalismo
- resistenza partigiana
- revisionismo
  - revisionismo del marxismo
  - revisionismo della storiografia nazista
- riabilitazione post mortem: dichiarazione che riconosce, dopo la morte dell'interessato, l'onestà e la dirittura dello scomparso.
- ricerca scientifica
- riforma: modificazione volta a riordinare l'assetto corrente di un certo ambito della società, o di questa nel suo complesso, trasformandone le regole e le leggi fondamentali 
  - riforma agraria
  - riforma tributaria
  - riformismo
- rifugiati politici
- rivoluzione

## S
- salario
- senato
- servilismo
- settarismo
- sinistra: insieme delle posizioni politiche progressiste e a tutela dei bassi strati sociali
- sindacato: organizzazione che difende i diritti dei lavoratori
- sistema di sicurezza sociale
- socialcomunismo
- socialismo
  - socialisti autonomisti: gruppo all'interno del Partito Socialista Italiano che per buona parte della Guerra Fredda operava per l'indipendenza dal PCI
  - socialisti carristi: gruppo all'interno del Partito Socialista Italiano per buona parte della Guerra Fredda che operava per l'adesione alle direttive del PCI
- socializzazione dell'economia nel fascismo
- solidarismo
- sottogoverno
- sovranismo
- spese militari
- spionaggio
- stacanovismo
- stalinismo: ideologia che si basa sul pensiero di Stalin
- statalismo
- stato
- suffragio universale: sistema in cui il voto è aperto a tutti
- stiliaga
- strumentalizzare: atteggiamento tipico di rigirare a proprio favore un'informazione, un fatto politico o di cronaca o una dichiarazione di un altro politico.
- sviluppo economico

## T
- tatticismo: deriva da tattica (adeguamento degli strumenti e dei metodi dell'azione agli obiettivi che si vogliono raggiungere) ma in politica ne è un peggiorativo per indicare la più assoluta mancanza di scrupoli
- tirannide:
- titoismo: atteggiamento ideologico e politico di indipendenza dalle direttive del Cominform, e quindi dall'Unione Sovietica, assunto da Tito per dar vita ad una via jugoslava al socialismo
- tradizionalismo:
- trasformismo: comportamento o atteggiamento di determinati attori politici che cambiano ripetutamente le proprie posizioni politiche pur di conservare il proprio potere o privilegio politico.
- totalitarismo: forma assoluta di governo che esalta il nazionalismo.
- tregua atomica
- turismo

## U
- Unione europea: è un'organizzazione europea, comprende 27 stati, di cui 13 stati utilizzano l'Euro
- Unione donne italiane
- unificazione socialista
- unità dei cattolici
- urbanistica

## V
- veto: Il veto sospensivo è lo strumento con il quale il Presidente della Repubblica Italiana partecipa all'atto legislativo. Con questo atto egli decide di non promulgare la legge e di rimandarla all'esame delle camere.

Il Presidente della Repubblica vi ricorre nel caso in cui (a suo giudizio) la legge approvata dal parlamento presenti vizi di incostituzionalità.
- voto: è la scelta espressa durante un'elezione